# Thaumalea tiriaschi
Thaumalea tiriaschi är en tvåvingeart som beskrevs av Schmid 1970. Thaumalea tiriaschi ingår i släktet Thaumalea och familjen mätarmyggor. Inga underarter finns listade i Catalogue of Life.